# Elliptera hungarica
Elliptera hungarica là một loài ruồi trong họ Limoniidae. Chúng phân bố ở miền Cổ bắc.